# Cytherea fusciventris
Cytherea fusciventris är en tvåvingeart som beskrevs av Zaitzev 1966. Cytherea fusciventris ingår i släktet Cytherea och familjen svävflugor.
Artens utbredningsområde är Azerbajdzjan. Inga underarter finns listade i Catalogue of Life.